# Annet Dekker
Annet Dekker is een wetenschapper en publicist gespecialiseerd in internetkunst en digitaal behoud. Ze schreef haar PhD, stelde publicaties samen en is een spreker en auteur op het gebied van het archiveren en behouden van digitale kunst. In de introductie van haar laatste publicatie, naar aanleiding waarvan het Italiaanse tijdschrift Neural haar een "acknowledged expert in born-digital artworks’ conservation" noemde, stelt ze dat archiveren niet enkel het vastleggen van is, maar dat de actie van archiveren een performatieve handeling is die invloed heeft op hetgene dat wordt gearchiveerd. Ook heeft ze geschreven en gesproken over onder andere het belang van archiveren, archiveren in relatie tot de "live" kwaliteit van veel nieuwe mediakunst en de spanning tussen documenteren en behoud in het digitale tijdperk.

## Carrière
Dekker is verbonden aan de Universiteit van Amsterdam als archiefwetenschapper en is een van de oprichters van The Centre for the Study of Networked Image bij London South Bank University. Als publicist schrijft zij onder andere voor Furtherfield. In het verleden werkte ze als curator bij het Nederlandse Impakt Festival, SKOR (2010–12), Virtueel Platform (2008–10) en het Nederlands Instituut voor Mediakunst (1999–2008). Ze was Researcher Digital Preservation bij Tate London en gaf les op het Piet Zwart Instituut (Willem de Kooning Academie) in Rotterdam. Dekker schreef haar Ph.D. aan het Centre for Cultural Studies, Goldsmiths, University of London.

### Archiveren van genetwerkte cultuur
Dekker is een van de aanjagers in de internationale discussie rondom het behoud van zogenaamde born-digital content, kunst en cultuur die in digitale omgevingen zijn ontstaan. De vergankelijkheid van hardware en software, "digital obsolesence", de genetwerkte kwaliteit van veel internetkunst en -cultuur, en complexe vraagstukken rondom intellectuele eigendom maken van het digitale behoud van internetkunst een belangrijk onderzoeksonderwerp onder kunstconservatoren. Dekker was de samensteller van twee boeken over het archiveren van digitale kunst en internetkunst: "Speculative Scenarios (or what will happen to digital art in the near future)" (een weerslag van een symposium met dezelfde titel bij Baltan Laboratories in Eindhoven) in 2013 en Lost and Living (in) Archives in 2017. Tijdens de International Conference on the History of Records and Archives in 2018 beargumenteerde Dekker aan de hand van archiveringspraktijken van onder andere Internet Archive en Rhizome, dat er bij het archiveren van online cultuur meer aandacht moet zijn voor relationele kenmerken.

### Collecting and Conversing Net Art. Moving Beyond Conventional Method (2018)
Dekkers boek "Collecting and Conversing Net Art. Moving Beyond Conventional Methods" verscheen in 2018 bij Routledge en werd geprezen als een "invaluable contribution to the fields of digital conservation and new media art history and theory". In het boek beschrijft Dekker de invloed van internetkunst op het behoud van kunst. Met oog voor de machinale, systematische, sociale en culture aspecten van internetkunst, ontwikkelt ze een model voor het behoud van internetkunst, een "expanded conservation practice", dat stand houdt in het digitale tijdperk. Tot slot biedt ze weerstand aan het vaak gehoorde argument dat internetkunst zich niet alleen niet laat behouden, maar ook dat het zich niet laat tentoonstellen of verzamelen.

## Geselecteerde publicaties
- Collecting and Conserving Net Art. Moving Beyond Conventional Methods, London/New York: Routledge, 2018. ISBN 978-13-51208-62-8[10]
- Lost And Living (In) Archives: Collectively Shaping New Memories, Amsterdam: Valiz, 2017. | ISBN 978-94-92095-26-8[12]
- Enabling the Future, or How to Survive FOREVER. PhD-thesis. Londen: Goldsmiths, University of London, 2014.

## Geselecteerde artikelen
- "Capturing online cultures, or storytelling as method", Stichting Archiefpublicaties Jaarboek 19 "Preserveren, Stappen zetten in een nieuw vakgebied" PDF (2019)
- Interview met Olia Lialina: "Twintig jaar op het Web: My Boyfriend Came Back From The War". (2016)
- "Digital Marginalia", MAP Magazine #37 Footnoting the Archive. (2016)
- Interview met Jonas Lund: "The Absurdity of Art Speak, Art Worlds, and what we can learn from Big Data". (2014)
- Inleiding bij het onderzoeksproject "New Archive Interpretations" in opdracht van Het Nieuwe Instituut. (2014)